# جولی نیومر
 جولی نیومر (انگلیسی: Julie Newmar؛ زادهٔ ۱۶ اوت ۱۹۳۳) یک هنرپیشه، و خواننده اهل ایالات متحده آمریکا است.
از فیلم‌ها یا برنامه‌های تلویزیونی که وی در آن نقش داشته است می‌توان به هفت عروس برای هفت برادر، خیابان واکین و بتمن اشاره کرد.